# José Joaquim Carneiro de Campos
José Joaquim Carneiro de Campos, o Marquês de Caravelas (Salvador, 4 de março de 1768 — 8 de setembro de 1836) foi um político, advogado, diplomata e professor brasileiro.

## Vida
Filho de José Carneiro de Campos e Custódia Maria do Sacramento, fez seus estudos no Mosteiro de São Bento, Cidade Alta, e os cursos superiores de teologia e direito na Universidade de Coimbra. Em Lisboa, ele ocupou o cargo de oficial da Secretaria da Fazenda de Portugal.
Foi deputado geral, ministro da Justiça, ministro dos Estrangeiros, conselheiro do Império e senador do Império do Brasil de 1826 a 1836.
Primeiro visconde com grandeza e depois marquês de Caravelas. Sucedeu a José Bonifácio de Andrada e Silva na pasta do Império e dos Negócios Estrangeiros, ao exonerar-se o ministério dos Andradas (1823).
Foi um dos redatores da Constituição Imperial, cujo projeto assinou em 1823. Para parcela da historiografia, foi o principal redator do projeto. Foi contra a dissolução da Assembleia Constituinte, ocorrida em 11 de novembro de 1823, e deixou o governo como forma de protesto.
Ocupou vários cargos importantes no Império, entre os quais o de membro da Regência Trina Provisória que governou o país de 7 de abril a 17 de junho de 1831, imediatamente após a abdicação de D. Pedro I. Os demais membros eram Francisco de Lima e Silva e Nicolau Pereira de Campos Vergueiro.